# Palilalia
Palilalia – objaw chorobowy polegający na mimowolnym powtarzaniu własnych słów lub sylab. Jest to tik, występujący m.in. u osób z zespołem Tourette’a, zespołem Aspergera i autyzmem.